# Rincón de San Andrés
Rincón de San Andrés är en ort i kommunen Temascaltepec i delstaten Mexiko i Mexiko. Samhället hade 863 invånare vid folkräkningen 2020.